# Battle Girl High School
Battle Girl High School (バトルガール ハイスクール?, Batorugāru Haisukūru) è un videogioco di ruolo sviluppato e pubblicato da COLOPL il 16 aprile 2015. Un adattamento anime, prodotto da Silver Link, ha iniziato la trasmissione televisiva in Giappone il 2 luglio 2017.

## Personaggi

### Shinjugamine Jogakuen

#### Tiara(ティアラ?,Tiara)
Miki Hoshitsuki (星月 みき?, Hoshitsuki Miki)
Doppiata da: Aya Suzaki
Kurumi Tokiwa (常盤 くるみ?, Tokiwa Kurumi)
Doppiata da: Saori Hayami
Nozomi Amano (天野 望?, Amano Nozomi)
Doppiata da: Nao Toyama
Hinata Minami (南 ひなた?, Minami Hinata)
Doppiata da: Hiromi Igarashi
Kaede Sendoin (千導院 楓?, Sendōin Kaede)
Doppiata da: Ibuki Kido
Sadone (サドネ?, Sadone)
Doppiata da: Aoi Yūki

#### Sirius(シリウス?,Shiriusu)
Asuha Kusunoki (楠 明日葉?, Kusunoki Asuha)
Doppiata da: Mutsumi Tamura
Kokomi Asahina (朝比奈 心美?, Asahina Kokomi)
Doppiata da: Hitomi Harada
Haruka Narumi (成海 遥香?, Haruka Narumi)
Doppiata da: Sora Amamiya
Subaru Wakaba (若葉 昴?, Wakaba Subaru)
Doppiata da: Ayane Sakura
Yuri Himukai (火向井 ゆり?, Himukai Yuri)
Doppiata da: Sumire Uesaka

#### Chuuuuu♡Lip(チューリップ?,Chūrippu)
Michelle Watagi (綿木 ミシェル?, Watagi Misheru)
Doppiata da: Emiri Kato
Urara Hasumi (蓮見 うらら?, Hasumi Urara)
Doppiata da: Maaya Uchida
Anko Tsubuzaki (粒咲 あんこ?, Tsubuzaki Anko)
Doppiata da: Yumi Uchiyama
Renge Serizawa (芹沢 蓮華?, Serizawa Renge)
Doppiata da: Yoshino Nanjo
Sakura Fujimiya (藤宮 桜?, Fujimiya Sakura)
Doppiata da: Misaki Kuno

#### f*f(フォルティシモ?,Forutisimo)
Kanon Kougami (煌上 花音?, Kōgami Kanon)
Doppiata da: Kaede Hondo
Shiho Kunieda (国枝 詩穂?, Kunieda Shiho)
Doppiata da: Shino Shimoji

#### Professoresse
Itsuki Yakumo (八雲 樹?, Yakumo Itsuki)
Doppiata da: Noriko Hidaka
Furan Mitsurigi (御剣 風蘭?, Mitsurugi Fūran)
Doppiata da: Ayaka Fukuhara
Botan Kamine (神峰 牡丹?, Kamine Botan)
Doppiata da: Ari Ozawa

### Kanadenomiya Jogakuin
Aoi Nanashima (七嶋 葵?, Nanashima Aoi)
Doppiata da: Shizuka Itō

## Media

### Anime
Annunciato il 13 aprile 2016 per celebrare il primo anniversario del videogioco, un adattamento anime, prodotto da Silver Link e diretto da Noriaki Akitaya, ha iniziato la messa in onda il 2 luglio 2017. La composizione della serie è stata affidata a Yōsuke Kuroda, mentre il character design è stato sviluppato da Shūhei Yamamoto e Hideki Furukawa. Le sigle di apertura e chiusura sono rispettivamente Hoshi no kizuna (ホシノキズナ?) del gruppo Hoshimori e Melody Ring di f*f. Negli Stati Uniti i diritti sono stati acquistati da Sentai Filmworks per la piattaforma HIDIVE.

#### Episodi
| Nº | Titolo italiano (traduzione letterale) Giapponese 「Kanji」 - Rōmaji                                        | In onda           | In onda |
| Nº | Titolo italiano (traduzione letterale) Giapponese 「Kanji」 - Rōmaji                                        | Giapponese        |         |
| 1  | Possiamo farcela! 「私たちガンバリます！」 - Watashi tachi ganbari masu!                                    | 2 luglio 2017     |         |
| 2  | È quello che ti ottiene? 「そこがツボなの？」 - Soko ga tsubona no?                                         | 9 luglio 2017     |         |
| 3  | Resort × Ritiro × Fuga 「リゾート×合宿×エスケープ」 - Rizōto × Gasshuku × Esukēpu                           | 16 luglio 2017    |         |
| 4  | Canzoni con emozione 「歌に想いを」 - Uta ni omoi o                                                         | 23 luglio 2017    |         |
| 5  | Il significato dell'Iris 「アイリスの花言葉」 - Airisu no Hanakotoba                                        | 30 luglio 2017    |         |
| 6  | Renge è Kurumi e Kurumi è Renge 「れんげがくるみですくるみがれんげ」 - Renge ga Kurumi desu Kurumi ga Renge | 6 agosto 2017     |         |
| 7  | Potere di protezione 「守るカ」 - Mamoru ka                                                                 | 13 agosto 2017    |         |
| 8  | Giorno di riposo delle ragazze della Hoshimori 「星守たちの休日」 - Hoshi mori tachi no kyūjitsu            | 20 agosto 2017    |         |
| 9  | Festa dell'albero sacro 「神樹祭」 - Kami itsuki-sai                                                        | 27 agosto 2017    |         |
| 10 | Famiglia 「家族」 - Kazoku                                                                                  | 3 settembre 2017  |         |
| 11 | Verità 「真実」 - Shinjitsu                                                                                 | 10 settembre 2017 |         |
| 12 | Legame 「きずな」 - Kizuna                                                                                  | 17 settembre 2017 |         |